# Stema Maltei

Stema actuală a Republicii Malta

Stema Maltei este emblema de stat a țării insulare europene Malta. Malta nu a avut o stemă de stat până în 1975, după ce devenise stat suveran față de Marea Britanie la 21 septembrie 1964, sub numele de Republica Malta. De atunci, a avut trei steme de stat, după cum urmează, aranjate invers cronologic, de la cea actuală la prima dintre ele. 

## Actuala stemă, utilizată din 1988
Actuala stemă de stat este descrisă de actul Emblem and Public Seal of Malta Act din anul 1975 ca fiind un scut pe care se găsește o reprezentare heraldică a steagului de stat al Maltei. Deasupra scutului se găsește o coroană murală de aur sugerând un zid de apărare cu un rând de porți duble și cu opt turnuri de apărare, deși doar cinci dintre ele sunt vizibile. De fapt, zidul simbolizează fortificațiile Maltei, denotând existența sa îndelungată ca oraș stat. De o parte și de alta a scutului se găsesc două ramuri a două specii diferite de plante, ambele asociate cu Malta și ambele simboluri ale păcii, o ramură de măslin și una de palmier. Cele două ramuri sunt colorate în culorile lor naturale, fiind la bază legate cu o banderolă de culoare albă pe care scrie cu litere majuscule negre, separate fiind de zone circulare de culoare roșie, Repubblika ta' Malta, numele oficial al țării. 

## Stema utilizată între 1975 și 1988
Această stemă, considerată la vremea respectivă mai mult o emblemă, a fost adoptată la 11 iulie 1975, la un an după ce Malta a devenit republică (13 decembrie 1974). Reprezintă o scenă tipică unei insule, marea, un soare ascendent, o barcă de pescuit, un hârleț și un harpon tridental. Toate aceste elemente sunt, într-un fel sau altul, conectate cu Malta. Dedesubtul tuturor acestor simboluri se găsește scris cu litere galben-aurii noul nume al statului Republika Ta' Malta ("Republica Malta"). 
Această stemă a fost revocată și înlocuită la un an după ce guvernul naționalist a venit la putere în 1987 cu actuala stemă a Republicii Malta. Oricum, este încă prezentă pe un anumit număr de monede, care se găsesc în circulație. 

## Stema utilizată între 1964 și 1975

Emblema Republicii Malta utilizată între 1975 și 1988.

Această stemă reprezintă doi delfini stilizați, reprezentați în postura lor specifică a literei S, care susțin, fiecare între cele două aripi pectorale, utilizate ca niște mâini, un scut având culorile steagului maltez, roșu și alb. De asemenea, delfinii au fiecare, între corpurile lor și scut, câte o ramură a uneia din cele două plante tradiționale ale Maltei, palmierul și măslinul, simbolizând Victoria și Pacea. Valurile albastre sugerate mai jos semnifică Marea Mediterană, iar crucea dublă malteză semnifică vechile legături ale Maltei cu Ordinul Sfântului Ioan. 
O coroană de forma unui fort cu opt turnuri octogonale înconjoară o cască de protecție, având panglici roșii și albe. Mottoul în limba latină Virtute et Constantia ("Valoare și Fermitate") indică că gloria Maltei a fost obținută datorită eforturilor susținute, sacrificiilor personale și capacității de a îndura. În același timp, ele reprezintă o indicație a virtuților pe care poporul Maltei trebuie să le pună în practică pentru a asigura un viitor mai bun. Astăzi, acest mottou este utilizat de "Ordinul Național de Merit" (National Order of Merit).